# Население Сахарской Арабской Демократической Республики
Население Западной Сахары состоит преимущественно из сахарави (около 242 тысяч) и берберов (около 111 тысяч).

## Демографическая статистика Всемирной книги фактов ЦРУ
Ниже представлена статистика от Всемирной книги фактов ЦРУ, если не указано иначе.

### Религии
Сунниты — главная религия в Западной Сахаре. Мусульмане-сунниты составляют около 99,9 % населения. До 1975 года насчитывалось свыше 20 000 римских католиков в Западной Сахаре, однако после отказа Испании от Западной Сахары в 1975 году их число значительно сократилось и по состоянию на 2007 год осталось только около 100.

### Национальность
Существительное: западный сахарец (западная сахарка)
Прилагательное: западный сахарский

### Население
405 210 (июль 2010)

### Возрастная структура
0—14 лет: 44,9 % (мужчины — 92 418/женщины — 89 570)
15—64 лет: 53,8 % (мужчины — 105 191/женщины — 108 803)
65 лет и старше: 2,3 % (мужчины — 3881/женщины — 5337) (2010)

### Темпы роста населения
3,097 % (2011)

### Рождаемость
39,54 рождённых/1000 человек (2010)

### Смертность
11,49 умерших/1000 человек (2010)

### Уровень миграции
−6,05 мигрант(ов)/1000 человек (2000)

### Коэффициент младенческой смертности
69,66 умерших/1000 живорождённых (2010)

### Ожидаемая продолжительность жизни при рождении
Общая численность населения: 54,32 лет
Мужчины: 52 года
Женщины: 56,73 лет (2010)

### Суммарный коэффициент рождаемости
4,3 рождённых ребёнка/женщина (2011)

### Грамотность
Определение: ?
Общее население: ?
Мужчины: 72%
Женщины: 14%

## Языки
Наиболее распространённым родным языком жителей Западной Сахары является хассания, разговорная разновидность арабского языка. В отличие от большинства других арабских диалектов, имеет официальный статус государственного языка. В северных частях Западной Сахары значительно присутствие берберского языка.
Официальными языками Полисарио, военно-политической организации, признаваемой ООН в качестве легитимного представителя народа Западной Сахары, являются литературный арабский и испанский, бывший колониальный язык. Испанский язык также распространён среди Сахарской диаспоры. Sahrawi Press Service, официальная служба новостей Сахарской Арабской Демократической Республики, доступна на испанском языке с 2001 года. В программу Сахарского Международного кинофестиваля главным образом входят фильмы на испанском языке. Испанский используется для документирования сахарской поэзии и устных традиций и используется в сахарской литературе. Тем не менее Институт Сервантеса отрицает поддержку образования на испанском языке для сахарцев в Западной Сахаре, и лагерях сахарских беженцев в Алжире. Группа сахарских поэтов, известная как «Generación de la Amistad saharaui», создаёт сахарскую литературу на испанском языке.
Марокко контролирует большую частью территории Западной Сахары (см. Война в Западной Сахаре) и считает её неотъемлемой частью Марокко. С точки зрения Марокканской Конституции в Западной Сахаре (как и во всём остальном Марокко) два официальных языка: берберский и арабский.

## Беженцы
События, вызванные марокканскими и мавританскими совместными вторжениями в Западную Сахару в конце 1975 года, привели к возникновению значительного числа сахарских беженцев, многие из которых сегодня находятся в лагерях беженцев на юго-западе Алжира. Алжир, соперничая с Марокко, предложил сахарцам безопасное место, чтобы обосноваться и активно поддерживать партизанское движение фронта Полисарио. Следующий поток сахарских беженцев, хотя и меньший по количеству, возник в 1979 году, когда Мавритания вышла из конфликта и Марокко заявило права на остальную часть Западной Сахары. Точное число лиц, покинувших Западную Сахару в 1975—1979 годах, неизвестно, однако оценивается как 1/3 и 2/3 от общей численности населения в то время. Нынешняя численность населения в лагерях беженцев, как полагают, составляет около 165 000 человек.